# Fidelia pallidula
Fidelia pallidula är en biart som först beskrevs av Cockerell 1935.  Fidelia pallidula ingår i släktet Fidelia och familjen buksamlarbin. Inga underarter finns listade i Catalogue of Life.